# Dimitri Karbanenko
 (décembre 2017).
Si vous disposez d'ouvrages ou d'articles de référence ou si vous connaissez des sites web de qualité traitant du thème abordé ici, merci de compléter l'article en donnant les références utiles à sa vérifiabilité et en les liant à la section « Notes et références ».
Dimitri Karbanenko (en russe : Дмитрий Карбаненко) est un gymnaste français d'origine russe, né le 19 juillet 1973 à Kaliningrad. En compétition, il a d'abord représenté la Russie jusqu'en 1996, puis la France à partir de 1997.

## Biographie
Dimitri Karbanenko a marqué la gymnastique en représentant d'abord son pays d'origine, la Russie (il y sera champion national en 1994 et 1995). Tombant amoureux d'une Française, il est évincé de l'équipe par son entraîneur, les Russes triomphant donc aux Jeux olympiques sans lui. Le 22 août 1996, il acquiert la nationalité française et peut commencer une deuxième carrière sous ses nouvelles couleurs à partir de l'année suivante. Il est vice-champion du monde au sol en 1997, puis champion d'Europe par équipe. Alors que tout lui sourit, il va vivre le plus grand drame de sa vie : sa femme Astride donne naissance à leur fille mais perd la vie quelques jours après.

## Palmarès

### Jeux olympiques
- Athènes 2004
  - 39e aux qualifications.

- Pékin 2008
  - 8e au concours par équipe.

### Championnats du monde
- Lausanne 1997
  -  médaille d'argent au sol.

- Anaheim 2003
  - 7e par équipe.
  - 18e au concours général individuel.

- Aahrus 2006
  - 15e au concours général individuel.

- Stuttgart 2007
  - 9e par équipe aux qualifications.

### Championnats d'Europe
- Copenhague 1996
  -  médaille d'or par équipe.

- Saint-Pétersbourg 1998
  -  médaille d'or par équipe.
  -  médaille d'argent au concours général individuel.

- Brême 2000
  -  médaille d'argent au saut de cheval.

- Ljubljana 2004
  -  médaille de bronze par équipe.

- Amsterdam 2007
  - 15e au concours général individuel.
  - 4e à la barre fixe.

- Lausanne 2008
  - 5e par équipe.